# فيرتوس روما
فيرتوس روما (بالإيطالية: Virtus Roma)‏ هو فريق كرة سلة إيطالي تأسس في 1960 يقع في روما. يلعب في ليغا باسكيت الدرجة الأولى.

## وصلات خارجية
- الموقع الإلكتروني